# Mendoncia glabrescens
Mendoncia glabrescens är en akantusväxtart som beskrevs av Emery Clarence Leonard. Mendoncia glabrescens ingår i släktet Mendoncia och familjen akantusväxter. Inga underarter finns listade i Catalogue of Life.